# (978) Aidamina
(978) Aidamina – planetoida z pasa głównego asteroid okrążająca Słońce w ciągu 5 lat i 258 dni w średniej odległości 3,19 au. Została odkryta 18 maja 1922 roku w Obserwatorium Simejiz na górze Koszka na Półwyspie Krymskim przez Siergieja Bielawskiego. Nazwa pochodzi od Aidy Minajewny, przyjaciółki rodziny odkrywcy. Przed nadaniem nazwy planetoida nosiła oznaczenie tymczasowe (978) 1922 LY.